# 500年代
| 千纪： | 1千纪                                                                                  |
| 世纪： | 4世纪 \| 5世纪 \| 6世纪                                                                |
| 年代： | 470年代 \| 480年代 \| 490年代 \| 500年代 \| 510年代 \| 520年代 \| 530年代              |
| 年份： | 500年 \| 501年 \| 502年 \| 503年 \| 504年 \| 505年 \| 506年 \| 507年 \| 508年 \| 509年 |

## 大事记
- 500年，南齊豫州刺史裴叔業降北魏。蕭寶卷遣平西將軍崔慧景往討，崔慧景反叛，被豫州刺史蕭懿平定，崔慧景為漁人所殺。蕭寶卷杀蕭懿。蕭懿弟雍州刺史蕭衍於襄陽起兵反蕭寶卷。
- 501年，蕭衍於江陵立南康王蕭寶融為帝，是為齊和帝。王珍國斬蕭寶卷，投降蕭衍，蕭衍入建康。
- 502年，蕭寶融讓位於蕭衍。南齊亡，蕭衍稱帝，國號梁，是為梁武帝。
- 504年，北魏攻南梁，陷義陽（河南信陽）。
- 505年，北魏鎮西將軍邢巒攻南梁，陷漢中，軍入劍閣，取梁州十四郡地。
- 506年，南梁軍攻北魏，败于洛口（安徽懷遠），蕭宏單騎逃還建康。北魏建武將軍傅豎眼灭仇池，置武興鎮，改為東益州。
- 507年，南梁豫州（安徽合肥）刺史韋叡救鍾離，大敗北魏軍。
- 508年，北魏宣武帝元恪誣殺彭城王元勰。